# Lagoa Branca

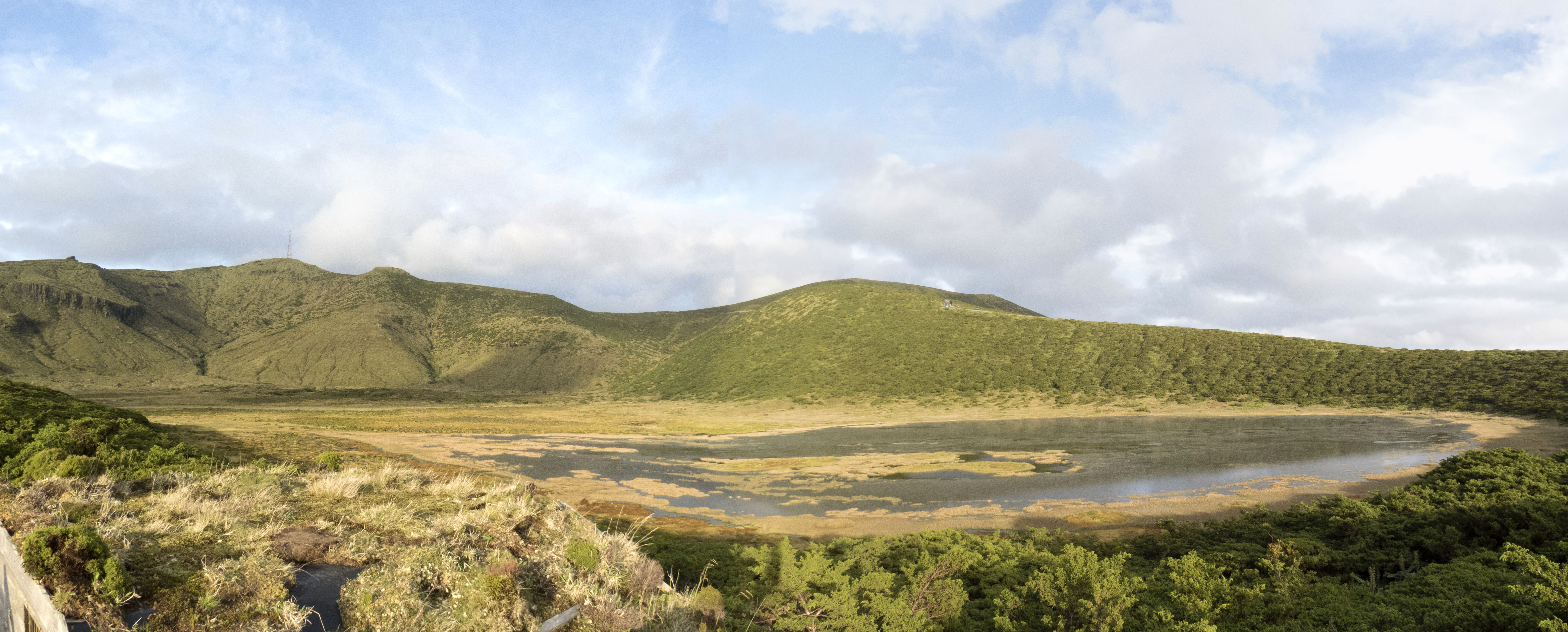
Lagoa Branca

A Lagoa Branca é uma lagoa portuguesa localizada nas montanhas centrais da ilha das Flores, a uma cota média de 600 metros de altitude, concelho de Santa Cruz das Flores, ilha das Flores, arquipélago dos Açores.
Encontra-se nas proximidades da Lagoa Comprida, Lagoa Seca e Lagoa Funda.